# Fiendish
Fiendish is het tweede muziekalbum van de Amerikaanse muziekgroep Phideaux van Phideaux Xavier. Het betekende een herstart in de muziek na zijn deels mislukte project Friction. Phideaux wilde na dat album nog wel een album verkopen, maar de opnamen bleken na verhuizing naar Los Angeles zo slecht, dat er niet veel mee te doen viel. Hij verzamelde aan aantal musici om zich heen waarvan Gabriel Moffat uiteindelijk de belangrijkste was. Opnamen vonden deels plaats in New York en het album onder leiding van Kramer was eind 2002 af. Bij de mix wilde Phideaux toch een ander geluid en Neil Citron werd ingeschakeld om het geluid wat te verbeteren / verdiepen. Van het album werden 3500 exemplaren geperst, het album was in augustus 2010 uitverkocht.

## Musici
- Ariel Faber , Valerie Gracious - zang;
- Richard J. Hutchins – slagwerk
- Gabriel Moffat – toetsinstrumenten
- Phideaux Xavier – zang, gitaar, toetsinstrumenten, autoharp en mellotron,

met medewerking van:
- Neil Citron – basgitaar
- DJ Demigod – geluidsontwerp (2)
- Stefanie Fife – cello
- David Gervai – geluidseffecten
- Will Guterman – zang
- Julie Hair- basgitaar (2, 3, 4 7)
- Mizue Kido – zang (5,10)
- Mark Kramer – allerlei gitaren en toetsinstrumenten
- Tess Kramer – zang, spreekstem en aftellen
- Sydney Moffat, Kelci Moffat – zang
- Armen Ra – theremin.

## Composities
Allen van Phideaux:

| Nr. | Titel                   | Duur |
| --- | ----------------------- | ---- |
| 1.  | Fragment                | 4:12 |
| 2.  | Animal games            | 3:30 |
| 3.  | 100 Mg                  | 3;12 |
| 4.  | 100 Coda                | 2:24 |
| 5.  | Hellphone               | 2:10 |
| 6.  | Little monster          | 5:12 |
| 7.  | Headstones              | 4:15 |
| 8.  | Fiendish                | 2:59 |
| 9.  | Vultures and mosquitoes | 4:18 |
| 10. | Soundblast              | 7:17 |
| 11. | Space brother           | 5:23 |